# Wacław Wąsowicz
Wacław Wąsowicz (ur. 25 sierpnia 1891 w Warszawie, zm. 6 października 1942 w Wilanowie) – polski malarz, grafik.

## Życiorys

Pejzaż z kościołem, 1919

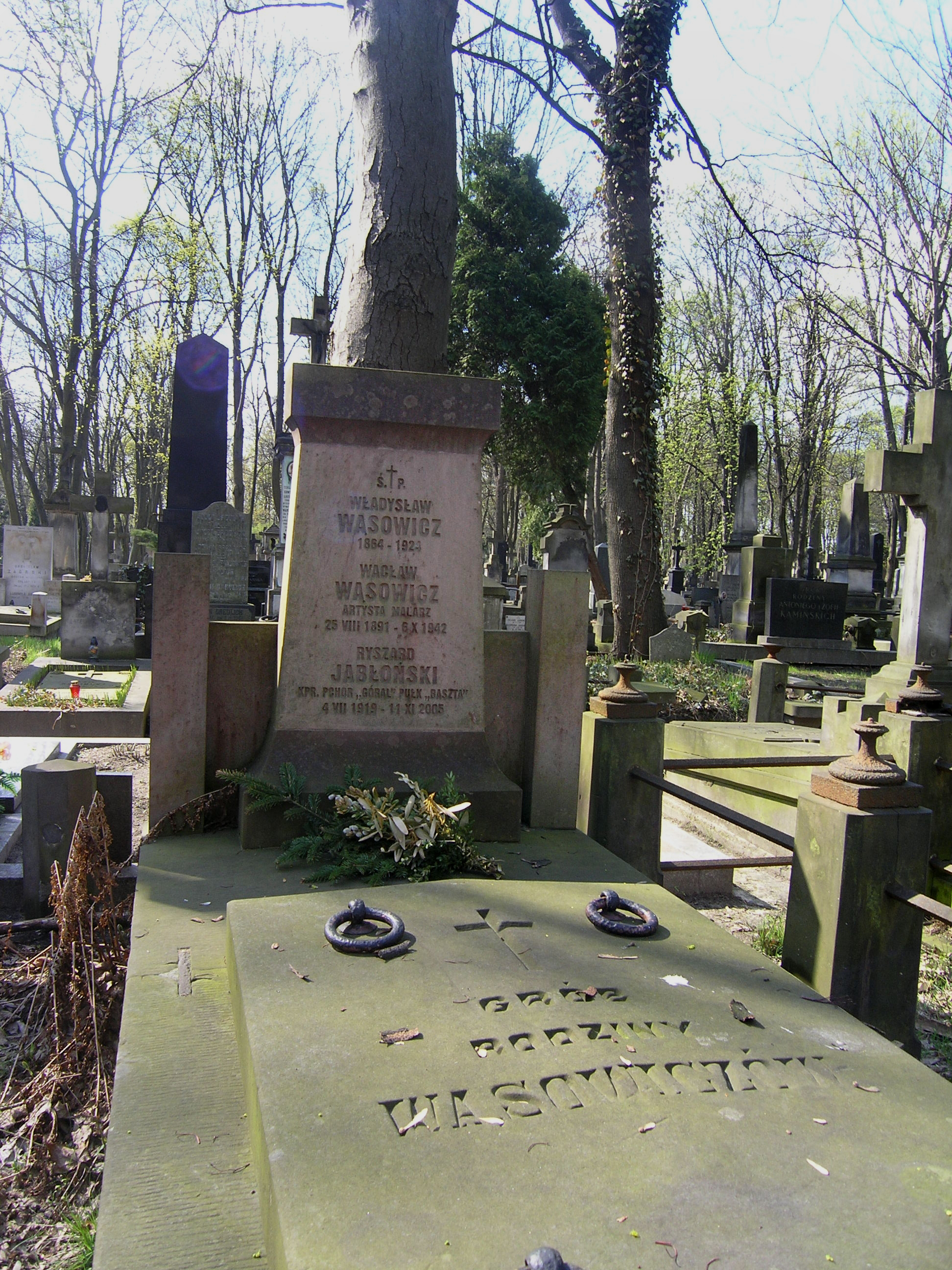
Grób malarza Wacława Wąsowicza na Starych Powązkach w Warszawie (stan na kwiecień 2012)

Studiował w warszawskiej Szkole Rysunkowej im. Wojciecha Gersona (1909–1910), a następnie w Szkole Sztuk Pięknych (1911–1914) u Ignacego Pieńkowskiego. Kształcił się także w krakowskiej Akademii Sztuk Pięknych. Był uczniem Jacka Malczewskiego (1914).
Uprawiał malarstwo sztalugowe, grafikę (drzeworyt), akwarele, malował na tkaninach i ceramice, zajmował się też projektowaniem wnętrz. Pełnił wiele funkcji społecznych.
Był członkiem grup artystycznych: Formistów, „Rytmu” i „Rytu”.
W maju 1939 wystawił trzy swoje obrazy w łódzkiej galerii Instytutu Propagandy Sztuki: Dwie dziewczyny (obraz zakupiony przez Fundację Kultury Narodowej), Malarz i modelki (własność Ministerstwa Wyznań Religijnych i Oświecenia Publicznego) i Droga ze wsi (obraz nagrodzony w Paryżu).
Jego żoną była działaczka społeczna Janina Raabe-Wąsowiczowa.
Spoczywa na cmentarzu Powązkowskim w Warszawie (kwatera F/G-1-28).

## Ordery i odznaczenia
- Złoty Krzyż Zasługi (11 listopada 1936)